# 磁気リコネクション

磁気リコネクション: 4つの磁区の断面図。2つの斜線の境界線で区切られた4つの磁区が形成される。図の中央に電流シートがある。プラズマは上下からインフロー(電流シートへ向かう流れ)となり中央領域に入る。中央領域で再結合し、プラズマが左右へアウトフロー(リコネクション・ジェット)として出ていく。電流シートは磁気リコネクションが起きるのに必須ではない。現実のリコネクションが標準モデルよりも速い速度で起こる理由は分かっていない。

磁気リコネクション（じきリコネクション、英: Magnetic reconnection）（磁気再結合）は高い伝導性を持つプラズマ中で磁場のトポロジーが再配置され、磁場のエネルギーが運動エネルギーや熱エネルギーに変換される物理過程である。
磁気リコネクションが起こる時間スケールは磁気拡散の時間とアルヴェーン波の伝搬時間の間である。
磁力線は異なる磁区により区切られているが、磁力線の繋ぎ変えが起こり様式が変わる。これが磁気リコネクションの定量的記述である。
太陽フレアは太陽系のなかで最も大きな爆発現象であり、太陽の磁束が起こす数分の磁気リコネクションで数時間から数日の間に蓄積された磁場エネルギーが開放される。
地球磁気圏の磁気リコネクションはオーロラを発生させる。
実験室では核融合を制御するために重要な物理過程であり、磁気リコネクションは核燃料の磁気閉じ込めを妨げる。
電気伝導プラズマでは磁力線は束で場所から別の場所へと繋がっている磁区に分けられる。
電流や外部の磁場により強い変動を受けてもこのトポロジーは近似的に保存される。
渦電流を生じるため磁力線のトポロジーの変化を打ち消すためである。
2次元の磁気リコネクションでは磁区が右の図のように分かれたseparator reconnectionが典型的である。
右の図では4つの磁区に分かれている。磁力線は画面外の磁極から磁極まで伸びている。
別の磁区ではおのおの別の磁極に繋がっている。
separator reconnectionでは二つの磁区から磁力線が入り、他の二つの磁区へ磁力線が出ていく。
抵抗磁気流体力学 (resistive MHD) の理論によると、磁気リコネクションは磁場を支えている電流シート近傍のプラズマ電気抵抗のため起こる。
その電流はマックスウェル方程式から与えられる。
{\displaystyle \nabla \times \mathbf {B} =\mu \mathbf {J} +\mu \epsilon {\frac {\partial \mathbf {E} }{\partial t}}.}
電流シートの電気抵抗が磁束をシート層で散逸することができる。
二つの境界の磁場を相殺することで。
これが起こるとプラズマは磁気圧力により押し出される。
磁気圧が小さくなるため中心の領域から引き出され、磁束が中心領域に入る。
現在のプラズマ物理の問題は、観測された高ランキスト数 (Lundquist number) のリコネクションが起こる速度がMHD理論が与える時間と比べて非常に早いことである。
磁気リコネクションが起こる時間が、13～14桁も計算と異なる。
また、乱流や運動学的効果を含めた計算でも時間スケールの数桁違いが見られる。
この矛盾点を説明する競い合う2つの磁気リコネクション理論がある。
一つの仮定として考えられているのは、境界面の電磁乱流が電子を強く散乱しプラズマの局所抵抗が大きくする。そのため磁束の散逸が早くなるというものである。

## 磁気リコネクションの理論

### スイート・パーカーモデル
1956年、ペーター・スイートは逆方向の磁場配置を持つプラズマが磁気散逸を起こし、平衡スケールよりも非常に短くなると抵抗散逸が起こると指摘した。ユージン・パーカーはこの会議に出席していた。彼の旅帰りの間にスケール則を発展させた。
スイート・パーカーモデルは時間に対して独立な（つまり定常な）磁気リコネクションを説明するモデルである。
抵抗MHDフレームワークで反対方向の磁場を持つプラズマを考え、このときリコネクションには粘性と圧縮が重要ではなくなる。
理想オームの法則は次の関係を与える。
{\displaystyle E_{y}=V_{in}B_{in}}
ここで{\displaystyle E_{y}} は画面に対して垂直方向の電場である。 {\displaystyle V_{in}}はインフロー速度、{\displaystyle B_{in}} 上流の磁場強度である。低周波数ではアンペールの法則の変位電流の効果は無視でき {\displaystyle \mathbf {J} ={\frac {\nabla \times \mathbf {B} }{\mu _{0}}}}は次の関係を与える。
{\displaystyle J_{y}\sim {\frac {B_{in}}{\mu _{0}\delta }},}
ここで {\displaystyle \delta } は電流シートの厚さの半分の長さである。上の関係式では磁場が反対方向となる距離 {\displaystyle \sim 2\delta }を用いた。
層の外側の理想電場と層内部の電気抵抗電場より {\displaystyle \mathbf {E} =\eta \mathbf {J} }が成り立ち層内では次の関係が成り立つ。
{\displaystyle V_{in}\sim {\frac {\eta }{\mu _{0}\delta }},}
ここで{\displaystyle \eta }はプラズマ抵抗率である。層へ入るプラズマと出てくるプラズマの質量保存より
{\displaystyle V_{in}L\sim V_{out}\delta ,}
ここで {\displaystyle L} は電流シートの半分の長さ。 {\displaystyle V_{out}} はアウトフローの速度である。
左辺と右辺はレイヤーに入出する質量流束の保存を表している。上流の磁気圧と下流の力学圧力の釣り合いより
{\displaystyle {\frac {B_{in}^{2}}{2\mu _{0}}}\sim {\frac {\rho V_{out}^{2}}{2}}}
ここで {\displaystyle \rho } はプラズマの質量密度である。よってアウトフローの速度を求められる。
{\displaystyle V_{out}\sim V_{A}\equiv {\frac {B_{in}}{\sqrt {\mu _{0}\rho }}}}
ここで{\displaystyle V_{A}}は アルヴェーン波の伝播速度である。無次元のリコネクション率は次のように表される。
{\displaystyle {\frac {V_{in}}{V_{A}}}\sim {\frac {1}{S^{1/2}}}}
ここで無次元のランキスト数 {\displaystyle S} は次の式で与えられる。
{\displaystyle S\equiv {\frac {\mu _{0}LV_{A}}{\eta }}.}
リコネクション率はグローバルな拡散よりずっと速くなる。しかし、太陽フレアや実験室プラズマで観測される速いリコネクション率を説明することができない。追加すると、スイート・パーカーリコネクションは三次元効果、無衝突の物理、時間に依存した効果、粘性、圧縮性、下流圧力を無視している。二次元の数値シミュレーションの結果はスイート・パーカーモデルを支持している。Magnetic Reconnection Experiment (MRX) の実験結果の衝突リコネクションは圧縮性、下流圧力、異常抵抗を含む一般化されたスイート・パーカーモデルと合致している。

### ペチェックリコネクションモデル
スイート・パーカーモデルの磁気リコネクションが遅い理由は高ランキスト数では縦横比が非常に大きくなるためである。インフロー速度がつまりリコネクション率になっているため、縦横比が大きいと非常に小さくなる。1964年ペチェック (Harry Petschek) はインフロー領域とアウトフロー領域が遅い磁気音波衝撃波で分かれたモデルを提案した。散逸領域の縦横比は同オーダー程度で最大リコネクション率は次のようになる。
{\displaystyle {\frac {V_{in}}{V_{A}}}\approx {\frac {\pi }{8\ln S}}.}
この式はランキスト数 {\displaystyle S} が対数依存することを表し、高ランキスト数でも磁気リコネクションが速くなることを示している。
一様な抵抗率の抵抗MHDリコネクションのシミュレーションでは電流シートが引き伸ばされ、ペチェックモデルよりもスイート・パーカーモデルを支持する結果が示されている。局所異常抵抗を用いた場合ではペチェックリコネクションがシミュレーションで現れることが知られている。異常抵抗が用いられる理由は、荷電粒子の平均自由行程がリコネクション層よりも大きい場合に有効とされるためである。ペチェックリコネクションの実現にはその他にも無衝突効果が重要であると考えられている。

### 無衝突リコネクション
イオンの慣性長 {\displaystyle c/\omega _{pi}} より短い長さスケールのとき（ここで {\displaystyle \omega _{pi}\equiv {\sqrt {\frac {n_{i}Z^{2}e^{2}}{\epsilon _{0}m_{i}}}}} はプラズマ振動数）、イオンは電子と電離している。磁場はプラズマに凍結されている。このスケールではホール効果が重要になる。リコネクションの二流体シミュレーションではX型構造が二つのY点構造よりも表れる。電子はホイッスラー波により加速される。イオンは幅が広い軌道を描きながら電流シート近くを動く。よって電子はホールMHDにおいて標準MHDよりも速く動き、リコネクションはより速く起きる。例えば二流体・無衝突リコネクションは地球磁気圏で部分的に重要になる。

## 磁気リコネクションの観測と実験

### 太陽大気
磁気リコネクションは太陽フレア、コロナ質量放射 (coronal mass ejection (CME))、その他の太陽大気中で発生する現象とともに起きている。
インフロー・アウトフローの観測、ダウンフローループ、そして磁力線トポロジーの変化が太陽フレアの活動の証拠として観測されている。
2012年にHigh Resolution Coronal Imagerにより最初の太陽磁気リコネクションの直接観測がなされ、そして結果が2013年に公表された。

### 地球磁気圏
クラスターミッションの新しい解析は
不明確だった地球の磁気圏、また太陽側の 磁気圏界面と磁気圏尾部での磁気リコネクションの大きさを初めて決定した。
クラスターミッション は4つの宇宙船のミッションで三角すいの配置で空間的に異なる位置の観測を行った。
極域カスプのリバースリコネクションを見つけた。
太陽側のリコネクションは地球と太陽の磁場の結合で粒子とエネルギーを地球周辺に送り込む。
地球の磁気遠尾部で起こる磁気リコネクションで磁場のエネルギーが開放される。加速された粒子が磁気圏へ注入される。
それがオーロラサブストームを引き起こす。
リバースリコネクションは地球尾部で起こり、電離層で太陽側で対流を引き起こす予定されている (Magnetospheric Multiscale Mission (MMS)) ではより詳細な観測ができる。
それにより電子拡散領域の電流の振る舞いをさらによく理解できるようになる。
2008年2月26日、磁気圏サブストームの駆動機構を初めて決定するためにTHEMIS衛星により調べられた。
.
5体のうち2体の調査機は、月まで3分の1の距離にある。オーロラが強くなる96秒前の磁気リコネクションイベントの発生を観測した。
THEMISミッションの主任研究員でカリフォルニア大学のヴァシリス・アンゲロピウロス博士は、「我々のデータから明らかにそして初めて、磁気リコネクションが駆動機構であることを示している。」と主張している。

### 実験室プラズマ
磁気リコネクションの過程はプリンストンプラズマ研究所 Princeton Plasma Physics Laboratory (PPPL) の Magnetic Reconnection Experiment (MRX) 実験装置で詳細に研究されている。
実験によりスイート・パーカーモデル領域を含む磁気リコネクションの様々な側面が確かめられている。
トカマク、球状トカマクや逆磁場ピンチでは閉じた磁束面の形成が必要である。
磁場の配置を変える磁気リコネクションが起きると閉じ込めが悪くなり、閉じられた壁の中で熱いプラズマと冷えたプラズマが混合する。